# Belgia na Zimowych Igrzyskach Olimpijskich 1992
Belgię na Zimowych Igrzyskach Olimpijskich 1992 reprezentowało 5 zawodników.

## Skład kadry

### Short track
Mężczyźni
- Geert Blanchart
  - 1000 m - 6. miejsce

- Alain De Ruyter
  - 1000 m - 14. miejsce

- Geert Blanchart
Alain De Ruyter
Geert Dejonghe
Franky Vanhooren
  - Sztafeta 4 x 5000 m - 9. miejsce

Kobiety
- Bea Pintens
  - 500 m - 14. miejsce